# National League (damvolleyboll, Rwanda)
National League i volleyboll för damer i Rwanda organiseras av FRVB. Serien spelas över åtta möten i olika delar av landet och utser de nationella mästarna.

## Resultat per år
| Säsong                    | Podium                   | Podium                   | Podium                   |
| Mästare                   | Tvåa                     | Trea                     |                          |
| ------------------------- | ------------------------ | ------------------------ | ------------------------ |
| 2011/2012 mer information | Rwanda Revenue Authority |                          |                          |
| 2012/2013 mer information |                          |                          |                          |
| 2013/2014 mer information |                          |                          |                          |
| 2014/2015 mer information |                          |                          |                          |
| 2015/2016 mer information |                          |                          |                          |
| 2016/2017 mer information | Rwanda Revenue Authority |                          |                          |
| 2017/2018 mer information | Rwanda Revenue Authority |                          |                          |
| 2018/2019 mer information |                          |                          |                          |
| 2019/2020 mer information | UTB                      | Rwanda Revenue Authority | APR                      |
| 2020/2021 mer information |                          |                          |                          |
| 2021/2022 mer information | APR                      | Forefront                | Rwanda Revenue Authority |
| 2022/2023 mer information | APR                      |                          |                          |